# Palude del Brusà - Le Vallette
Palude del Brusà - Le Vallette este o arie protejată (arie specială de conservare — SAC, sit de importanță comunitară — SCI, arie de protecție specială avifaunistică — SPA) din Italia întinsă pe o suprafață de 171 ha, integral pe uscat.

## Localizare
Centrul sitului Palude del Brusà - Le Vallette este situat la coordonatele 45°10′11″N 11°13′12″E / 45.1697°N 11.219995°E.

## Înființare
Situl Palude del Brusà - Le Vallette a fost declarat sit de importanță comunitară în septembrie 1995 pentru a proteja 30 de specii de animale. Alte tipuri de protecție:
- arie de protecție specială avifaunistică (în august 1999)
- arie specială de conservare (în iulie 2018)[1][2][3]

## Biodiversitate
Situată în ecoregiunea continentală, aria protejată conține 1 habitat natural: Lacuri eutrofice naturale cu vegetație de tip Magnopotamion sau Hydrocharition.
La baza desemnării sitului se află mai multe specii protejate:
- păsări (28): lăcar mare (Acrocephalus arundinaceus), lăcar-de-rogoz (Acrocephalus schoenobaenus), lăcar-de-lac (Acrocephalus scirpaceus), rață sulițar (Anas acuta), stârc cenușiu (Ardea cinerea), stârc roșu (Ardea purpurea), stârc galben (Ardeola ralloides), rață roșie (Aythya nyroca), buhai de baltă (Botaurus stellaris), erete de stuf (Circus aeruginosus), egretă mică (Egretta garzetta), presură sură (Emberiza calandra), presură de stuf (Emberiza schoeniclus), becațină comună (Gallinago gallinago), stârc pitic (Ixobrychus minutus), sfrâncioc roșiatic (Lanius collurio), grelușel-de-zăvoi (Locustella luscinioides), rață pestriță (Mareca strepera), stârc de noapte (Nycticorax nycticorax), pițigoi de stuf (Panurus biarmicus), cresteț pestriț (Porzana porzana), cristei de baltă (Rallus aquaticus), mărăcinar negru (Saxicola torquatus), rață cârâitoare (Spatula querquedula), fluierar negru (Tringa erythropus), fluierarul cu picioare roșii (Tringa totanus), nagâț (Vanellus vanellus), Zapornia parva
- amfibieni (1): Rana latastei
- reptile (1): țestoasa de baltă (Emys orbicularis)

Pe lângă speciile protejate, pe teritoriul sitului au mai fost identificate 2 specii de plante.